# もえスポ
『もえスポ』（MOESPO KHB SPORTS PROGRAM）は、2018年3月24日より2022年3月27日まで東日本放送で放送されていたスポーツ情報番組である。

## 概要
2018年3月まで放送されていた燃えよ!EAGLESとベガchanを一体化し始まったスポーツ情報番組で、宮城県のプロスポーツチームである楽天イーグルス、ベガルタ仙台、仙台89ERSを中心に、宮城のスポーツの話題についても取り上げていた。
2019年10月5日より『ドラえもん（第2期）』が土曜17:00 - 17:30に金曜19時台から移動するため、本番組は同年10月6日放送より日曜11:00 - 11:50に移動、25分拡大して2020年9月まで継続していた。放送日移動初回の2019年10月6日は、「松島ハーフマラソン」会場から放送された。アシスタントの稲村と橋本の2人も出演した。また、中継では、福岡ヤフオクドームから伊藤大悟アナウンサーがプロ野球パ・リーグクライマックスシリーズ1stステージ第2戦直前情報をリポートした。
2019年10月13日は予定を変更して、令和元年東日本台風（台風19号）についてのANN報道特別番組を急遽組まれたため、休止となった。
2022年3月27日をもって放送終了。後番組となる『サンデーチャージ!&スポーツ』でもスポーツ情報を取り扱う。

## 放送時間
- 土曜 17:00 - 17:25（2018年3月24日 - 2019年9月28日）
  - KHBスーパーベースボール放送が延長される場合は、もえスポの放送時間が短縮または休止となった。
- 日曜 11:00 - 11:50（2019年10月6日 - 2020年9月27日 ）
- 日曜 16:30 - 17:25 (2020年10月4日 - 2022年3月27日 )

## 出演者

### レギュラー出演
通常は、メインMCの江尻と、アシスタント2人の内どちらか1人、KHBアナ2人の内どちらか1人、合計3人体制で番組は進行される。特別な放送回では増員される。
| 番組内の立場 | 氏名       | 通常の出演  | 所属     | 出身地       | 備考                                                 |
| ------------ | ---------- | ----------- | -------- | ------------ | ---------------------------------------------------- |
| メインMC     | 江尻慎太郎 | 毎回        |          | 宮城県仙台市 | 元プロ野球選手、野球解説者、仙台二高卒、早大野球部OB |
| アシスタント | 稲村亜美   | どちらか1人 | 浅井企画 | 東京都       | 神スイング                                           |
| アシスタント | 榎木さりな | どちらか1人 | 浅井企画 | 東京都       |                                                      |

- この他khbアナウンサーの加川潤、岩崎心平、伊藤大悟が交代で出演。

### 準レギュラー
顧問
- 岡田彰布（元プロ野球選手、野球解説者、早大野球部OB） - 「もえスポ最高顧問」の肩書で出演。
- 志村雄彦（元プロバスケ選手、仙台89ERSのGM、仙台市出身） ‐ 「もえスポ顧問」の肩書で出演。

その他
- G.G.佐藤（元プロ野球選手、野球解説者）

### 過去の出演者
- 高木玲（番組開始 - 2019年3月、当時KHBアナウンサー）
- 橋本真帆（番組開始 - 2020年9月、当時浅井企画）
- 伊藤大悟（番組開始 - 2022年1月、当時khbアナウンサー）